# Ачалампи
Ачалампи — пресноводное озеро на территории Суккозерского сельского поселения Муезерского района Республики Карелии.

## Общие сведения
Площадь озера — 1 км². Располагается на высоте 170,7 метров над уровнем моря.
Форма озера продолговатая: оно более чем на два километра вытянуто с юго-запада на северо-восток. Берега изрезанные, каменисто-песчаные, местами заболоченные.
Через Ачалампи течёт река Вотто, вытекающая из Воттозера и впадающая в озеро Гимольское, через которое течёт река Суна.
В озере расположено не менее восьми небольших безымянных островов, рассредоточенных по всей площади водоёма, однако их количество может варьироваться в зависимости от уровня воды.
Населённые пункты и автодороги вблизи водоёма отсутствуют.
Код объекта в государственном водном реестре — 01040100211102000017784.